# Llista de subgèneres i espècies de Prunus
El que segueix és la llista de subgèneres i espècies de Prunus:

## Llista d'espècies dePrunus
- Prunus accumulans (Koehne) C.L.Li & Aymard
- Prunus acuminata Hort. ex K.Koch
- Prunus acutiserrata H.Koidz.
- Prunus adenopoda Koord. & Valeton
- Prunus alabamensis C.Mohr
- Prunus alleghaniensis Porter
- Prunus americana Marshall
- Prunus andersonii Gray
- Prunus angustifolia Marshall
- Prunus arborea (Blume) Kalkman
- Prunus armeniaca L. -- albercoquerFlors de Prunus armeniaca
- Prunus avium (L.) L. -- cirerer
- Prunus carolinae García-Barr.

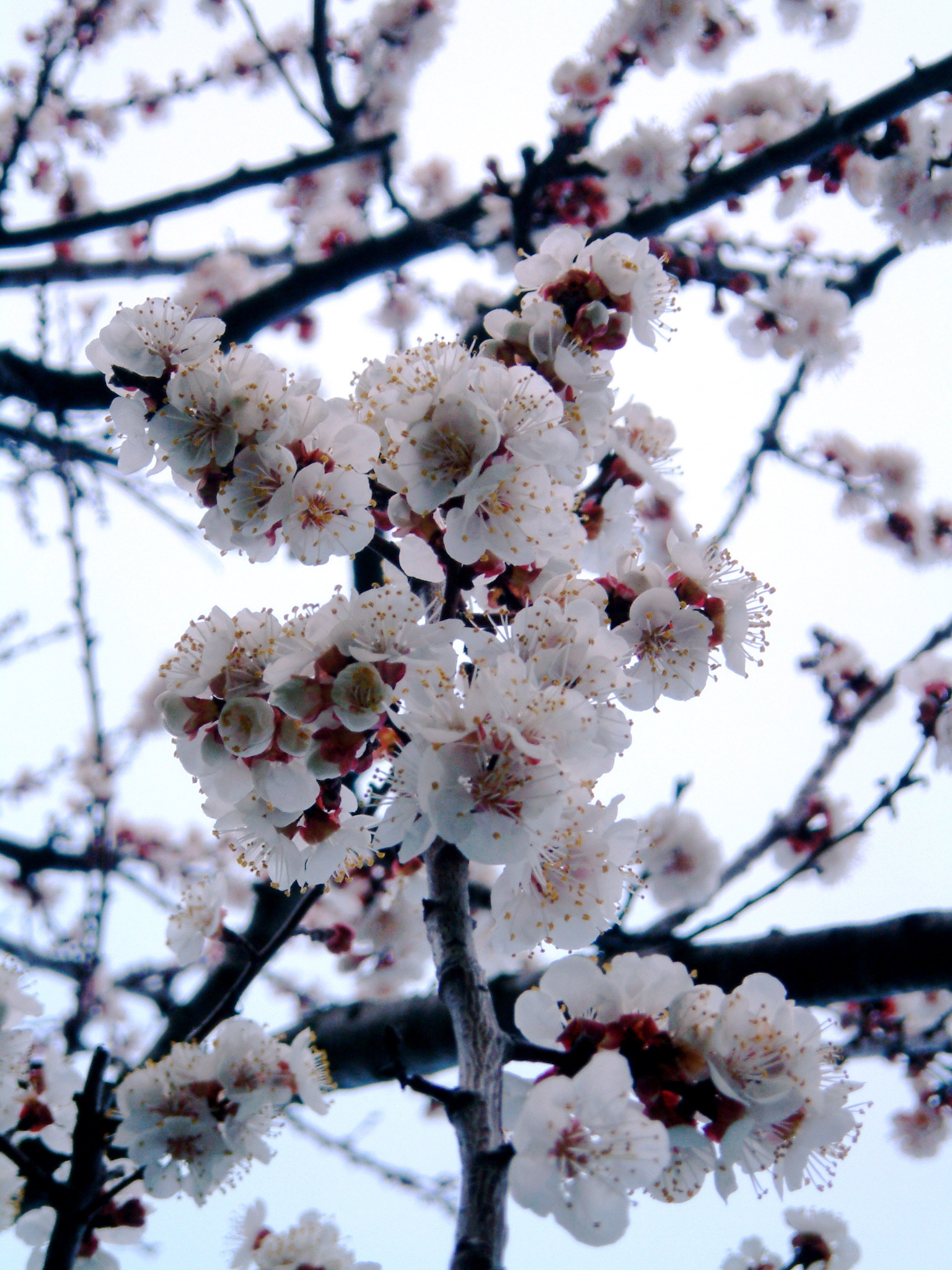
Flors de Prunus armeniaca

- Prunus caroliniana (Mill.) Aiton --
- Prunus catalaunensis Poit. & Turpin
- Prunus cerasifera Ehrh. --
- Prunus cerasus L. -- guinder
- Prunus ceylanica Miq.
- Prunus chiapensis Standl. & L.O.Williams ex Ant.Molina
- Prunus chorasanica (Pojark.) Rech.f.
- Prunus clementis (Merr.) Kalkman
- Prunus cocomilia Ten.
- Prunus consobrina Cardot
- Prunus crassipes Koidz.
- Prunus detrita J.F.Macbr.
- Prunus diamantinus H.Lév.
- Prunus domestica L. -- prunera
- Prunus dubia E.H.L.Krause
- Prunus dulcis (Mill.) D.A.Webb -- ametller
- Prunus emarginata (Dougl. ex Hook.) D.Dietr. --
- Prunus ernestii García-Barr.
- Prunus fasciculata (Torr.) Gray --
- Prunus fremontii S.Wats. --
- Prunus fruticosa Pallas --
- Prunus geniculata Harper --
- Prunus glandulosa Thunb. --
- Prunus gracilis Engelm. & Gray --
- Prunus havardii (W.Wight) S.C.Mason --
- Prunus helvetica Poit. & Turpin
- Prunus hortulana Bailey --
- Prunus ilicifolia (Nutt. ex Hook. & Arn.) D.Dietr. --
- Prunus japonica Thunb. ex Murray --
- Prunus laurocerasus L. -- llorer-cirerFlors de Prunus laurocerasus
- Prunus littlei Pérez-Zab.
- Prunus lusitanica L. --
- Prunus maackii Rupr. --

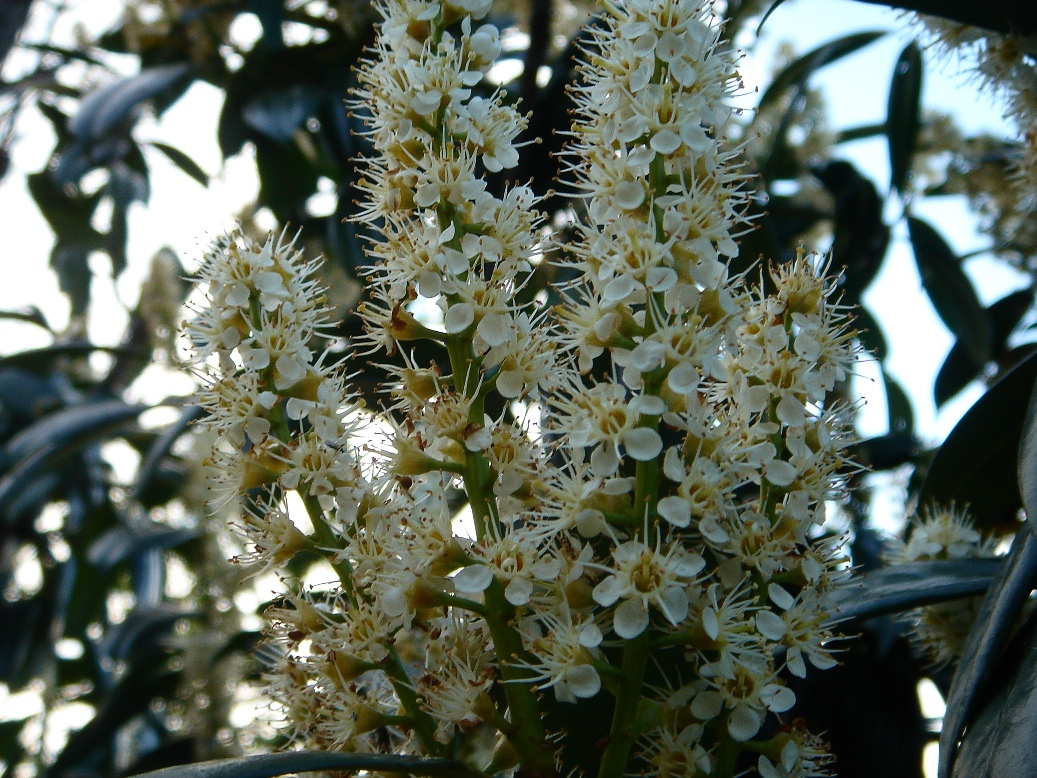
Flors de Prunus laurocerasus

- Prunus mahaleb L. -- cirerer de guineu
- Prunus maritima Marshall --
- Prunus maximowiczii Rupr. --
- Prunus mexicana S.Wats. --
- Prunus minutiflora Engelm. --
- Prunus mume Siebold & Zucc. --
- Prunus munsoniana W.Wight & Hedrick --
- Prunus murrayana E.J.Palmer --
- Prunus myrtifolia (L.) Urban --
- Prunus nigra Aiton --
- Prunus occidentalis Sw. --
- Prunus padus L. --
- Prunus pedunculata (Pall.) Maxim.
- Prunus pensylvanica L.f. --
- Prunus pleuradenia Griseb. --
- Prunus pumila L. --
- Prunus rivularis Scheele --
- Prunus salicina Lindl. --
- Prunus serotina Ehrh. --
- Prunus persica (L.) Batsch -- presseguer
- Prunus serrulata Lindl. --
- Prunus spinosa L. --
- Prunus subcordata Benth. --
- Prunus subhirtella Miq. --

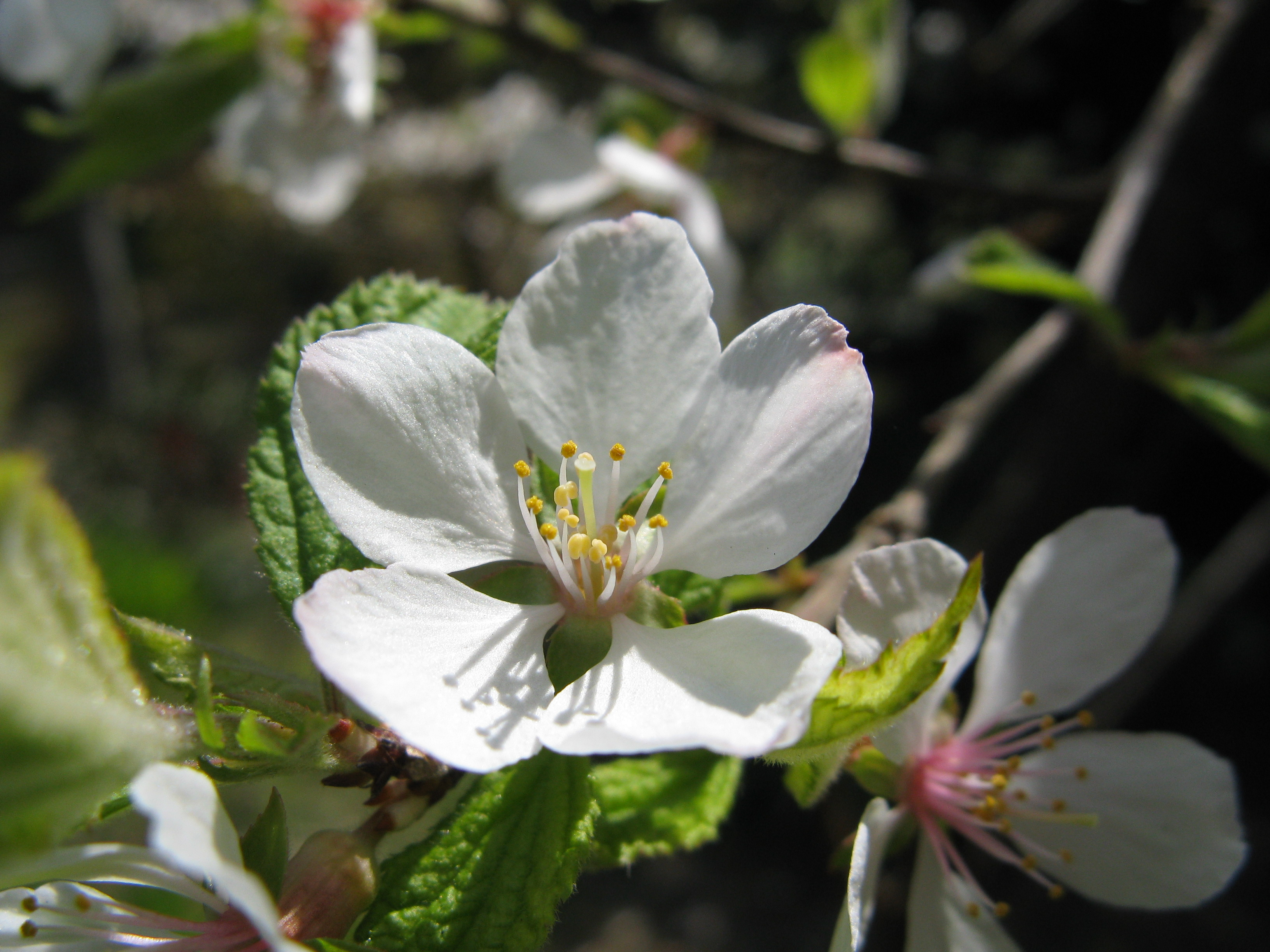
Prunus tomentosa

- Prunus susquehanae hort. ex Willd. --
- Prunus tenella Batsch --
- Prunus texana D.Dietr. --
- Prunus tomentosa Thunb. --
- Prunus triloba Lindl. --
- Prunus umbellata Elliott --
- Prunus virginiana L. --
- Prunus × palmeri Sarg. (pro sp.)
- Prunus × orthosepala Koehne (pro sp.)
- Prunus × slavinii E.J.Palmer ex Rehder
- Prunus × yedoensis Matsumura (pro sp.)

## Classificació dePrunus spp.per subgèneres
- Prunus africana (Hook.f.) Kalkman (subg. Cerasus sect. Laurocerasus)
- Prunus alaica (Pojark.) Gilli (subg. Cerasus sect. Cerasus)
- Prunus apetala (Siebold & Zucc.) Franch. & Sav. (subg. Cerasus sect. Cerasus)
- Prunus avium (L.) L. (subg. Cerasus sect. Cerasus)
- Prunus brachypoda Batalin (subg. Cerasus sect. Laurocerasus)
- Prunus buergeriana Miq. (subg. Cerasus sect. Laurocerasus)
- Prunus canescens Bois (subg. Cerasus sect. Cerasus)
- Prunus caroliniana Aiton (subg. Cerasus sect. Laurocerasus)
- Prunus cerasoides D.Don (subg. Cerasus sect. Cerasus)
- Prunus cerasus L. (subg. Cerasus sect. Cerasus)
- Prunus ceylanica (Wight) Miq. (subg. Cerasus sect. Laurocerasus)
- Prunus clarofolia C.K.Schneid. (subg. Cerasus sect. Cerasus)
- Prunus concinna Koehne (subg. Cerasus sect. Cerasus)
- Prunus conradinae Koehne (subg. Cerasus sect. Cerasus)
- Prunus cornuta (Wall. ex Royle) Steud. (subg. Cerasus sect. Laurocerasus)
- Prunus cyclamina Koehne (subg. Cerasus sect. Cerasus)
- Prunus ×dawyckensis Sealy (subg. Cerasus sect. Cerasus)
- Prunus dielsiana C.K.Schneid. (subg. Cerasus sect. Cerasus)
- Prunus emarginata (Douglas ex Hook.) Eaton (subg. Cerasus sect. Cerasus)
- Prunus ×eminens Beck (subg. Cerasus sect. Cerasus)
- Prunus fasciculata (Torr.) A.Gray (subg. Emplectocladus)
- Prunus fruticosa Pall. (subg. Cerasus sect. Cerasus)
- Prunus glandulifolia Rupr. & Maxim. (subg. Cerasus sect. Cerasus)
- Prunus ×gondouinii (Poit. & Turpin) Rehder (subg. Cerasus sect. Cerasus)
- Prunus grayana Maxim. (subg. Cerasus sect. Laurocerasus)
- Prunus grisea (Blume ex Müll.Berol.) Kalkman (subg. Cerasus sect. Laurocerasus)
- Prunus himalaica Kitam. (subg. Cerasus sect. Cerasus)
- Prunus ilicifolia (Nutt. ex Hook. & Arn.) Walp. (subg. Cerasus sect. Laurocerasus)
- Prunus incana (Pall.) Batsch (subg. Cerasus sect. Laurocerasus)
- Prunus incisa Thunb. (subg. Cerasus sect. Cerasus)
- Prunus jenkinsii Hook.f. & Thomson (subg. Cerasus sect. Laurocerasus)
- Prunus ×juddii E.S.Anderson (subg. Cerasus sect. Cerasus)
- Prunus laurocerasus L. (subg. Cerasus sect. Laurocerasus)
- Prunus leveilleana Koehne (subg. Cerasus sect. Cerasus)
- Prunus lusitanica L. (subg. Cerasus sect. Laurocerasus)
- Prunus lyonii (Eastw.) Sarg. (subg. Cerasus sect. Laurocerasus)
- Prunus maackii Rupr. (subg. Cerasus sect. Cerasus)
- Prunus mahaleb L. (subg. Cerasus sect. Cerasus)
- Prunus maximowiczii Rupr. (subg. Cerasus sect. Cerasus)
- Prunus meyeri Rehder (subg. Cerasus sect. Cerasus)
- Prunus myrtifolia (L.) Urb. (subg. Cerasus sect. Laurocerasus)
- Prunus napaulensis (Ser.) Steud. (subg. Cerasus sect. Laurocerasus)
- Prunus nipponica Matsum. (subg. Cerasus sect. Cerasus)
- Prunus obtusata Koehne (subg. Cerasus sect. Laurocerasus)
- Prunus padus L. (subg. Cerasus sect. Laurocerasus)
- Prunus pensylvanica L.f. (subg. Cerasus sect. Cerasus)
- Prunus phaeosticta (Hance) Maxim. (subg. Cerasus sect. Laurocerasus)
- Prunus pleiocerasus Koehne (subg. Cerasus sect. Cerasus)
- Prunus pseudocerasus Lindl. (subg. Cerasus sect. Cerasus)
- Prunus rufa Hook.f. (subg. Cerasus sect. Cerasus)
- Prunus sargentii Rehder (subg. Cerasus sect. Cerasus)
- Prunus ×schmittii Rehder (subg. Cerasus sect. Cerasus)
- Prunus serotina Ehrh. (subg. Cerasus sect. Laurocerasus)
- Prunus serrula Franch. (subg. Cerasus sect. Cerasus)
- Prunus serrulata Lindl. (subg. Cerasus sect. Cerasus)
- Prunus setulosa Batalin (subg. Cerasus sect. Cerasus)
- Prunus ×sieboldii (Carrière) Wittm. (subg. Cerasus sect. Cerasus)
- Prunus speciosa (Koidz.) Ingram (subg. Cerasus sect. Cerasus)
- Prunus spinulosa Siebold & Zucc. (subg. Cerasus sect. Laurocerasus)
- Prunus ssiori F.Schmidt (subg. Cerasus sect. Laurocerasus)
- Prunus stipulacea Maxim. (subg. Cerasus sect. Cerasus)
- Prunus subhirtella Miq. (subg. Cerasus sect. Cerasus)
- Prunus takasagomontana Sasaki (subg. Cerasus sect. Cerasus)
- Prunus takesimensis Nakai (subg. Cerasus sect. Cerasus)
- Prunus trichostoma Koehne (subg. Cerasus sect. Cerasus)
- Prunus turcomanica (Pojark.) Gilli (subg. Cerasus sect. Cerasus)
- Prunus turneriana (F.M.Bailey) Kalkman (subg. Cerasus sect. Laurocerasus)
- Prunus undulata Buch.-Ham. ex D.Don (subg. Cerasus sect. Laurocerasus)
- Prunus verecunda (Koidz.) Koehne (subg. Cerasus sect. Cerasus)
- Prunus virginiana L. (subg. Cerasus sect. Laurocerasus)
- Prunus wilsonii (Diels ex C.K.Schneid.) Koehne (subg. Cerasus sect. Laurocerasus)
- Prunus ×yedoensis Matsum. (subg. Cerasus sect. Cerasus)
- Prunus zippeliana Miq. (subg. Cerasus sect. Laurocerasus)

- Prunus alleghaniensis Porter (subg. Prunus sect. Prunocerasus)
- Prunus americana Marshall (subg. Prunus sect. Prunocerasus)
- Prunus andersonii A.Gray (subg. Prunus sect. Penarmeniaca)
- Prunus angustifolia Marshall (subg. Prunus sect. Prunocerasus)
- Prunus ansu (Maxim.) Kom. (subg. Prunus sect. Armeniaca)
- Prunus armeniaca L. (subg. Prunus sect. Armeniaca)
- Prunus bifrons Fritsch (subg. Prunus sect. Microcerasus)
- Prunus ×blireiana André (subg. Prunus sect. Prunus)
- Prunus bokhariensis Royle ex C.K.Schneid. (subg. Prunus sect. Prunus)
- Prunus brigantina Vill. (subg. Prunus sect. Armeniaca)
- Prunus cerasifera Ehrh. (subg. Prunus sect. Prunus)
- Prunus ×cistena (N.E.Hansen) Koehne (subg. Prunus sect. Microcerasus)
- Prunus cocomilia Ten. (subg. Prunus sect. Prunus)
- Prunus consociiflora C.K.Schneid. (subg. Prunus sect. Prunus)
- Prunus ×dasycarpa Ehrh. (subg. Prunus sect. Armeniaca)
- Prunus domestica L. (subg. Prunus sect. Prunus)
- Prunus fremontii S.Watson (subg. Prunus sect. Penarmeniaca)
- Prunus ×fruticans Weihe (subg. Prunus sect. Prunus)
- Prunus geniculata R.M.Harper (subg. Prunus sect. Prunocerasus)
- Prunus glandulosa Thunb. (subg. Prunus sect. Microcerasus)
- Prunus gracilis Engelm. & A.Gray (subg. Prunus sect. Prunocerasus)
- Prunus hortulana L.H.Bailey (subg. Prunus sect. Prunocerasus)
- Prunus humilis Bunge (subg. Prunus sect. Microcerasus)
- Prunus jacquemontii Hook.f. (subg. Prunus sect. Microcerasus)
- Prunus japonica Thunb. (subg. Prunus sect. Microcerasus)
- Prunus mandshurica (Maxim.) Koehne (subg. Prunus sect. Armeniaca)
- Prunus maritima Marshall (subg. Prunus sect. Prunocerasus)
- Prunus mexicana S.Wats. (subg. Prunus sect. Prunocerasus)
- Prunus microcarpa C.A.Mey. (subg. Prunus sect. Microcerasus)
- Prunus mume Siebold & Zucc. (subg. Prunus sect. Armeniaca)
- Prunus munsoniana W.Wight & Hedrick (subg. Prunus sect. Prunocerasus)
- Prunus murrayana E.J.Palmer (subg. Prunus sect. Prunocerasus)
- Prunus nigra Aiton (subg. Prunus sect. Prunocerasus)
- Prunus ×orthosepala' Koehne (subg. Prunus sect. Prunocerasus)
- Prunus prostrata Labill. (subg. Prunus sect. Microcerasus)
- Prunus pumila L. (subg. Prunus sect. Penarmeniaca)
- Prunus rivularis Scheele (subg. Prunus sect. Prunocerasus)
- Prunus salicina Lindl. (subg. Prunus sect. Prunus)
- Prunus sibirica L. (subg. Prunus sect. Armeniaca)
- Prunus simonii Carrière (subg. Prunus sect. Prunus)
- Prunus spinosa L. (subg. Prunus sect. Prunus)
- Prunus subcordata Benth. (subg. Prunus sect. Prunocerasus)
- Prunus tomentosa Thunb. (subg. Prunus sect. Microcerasus)
- Prunus umbellata Elliott (subg. Prunus sect. Prunocerasus)
- Prunus ursina Kotschy (subg. Prunus sect. Prunus)
- Prunus vachuschtii Bregadze (subg. Prunus sect. Prunus)

- Prunus arabica (Olivier) Meikle (subg. Amygdalus)
- Prunus argentea (Lam.) Rehder (subg. Amygdalus)
- Prunus brahuica (Boiss.) Aitch. & Hemsl. (subg. Amygdalus)
- Prunus bucharica' (Korsh.) Hand.-Mazz. (subg. Amygdalus)
- Prunus davidiana (Carrière) Franch. (subg. Amygdalus)
- Prunus dulcis (Mill.) D.A.Webb (subg. Amygdalus)
- Prunus eburnea (Spach) Aitch. (subg. Amygdalus)
- Prunus fenzliana Fritsch (subg. Amygdalus)
- Prunus ferganensis (Kostov & Rjabov) Kovalev & Kostov (subg. Amygdalus)
- Prunus haussknechtii C.K.Schneid. (subg. Amygdalus)
- Prunus havardii (W.Wight) S.C.Mason (subg. Amygdalus)
- Prunus kansuensis Rehder (subg. Amygdalus)
- Prunus kuramica (Korsh.) Kitam. (subg. Amygdalus)
- Prunus lycioides (Spach) C.K.Schneid. (subg. Amygdalus)
- Prunus microphylla (Kunth) Hemsl. (subg. Amygdalus)
- Prunus minutiflora Engelm. (subg. Amygdalus)
- Prunus mira Koehne (subg. Amygdalus)
- Prunus mongolica Maxim. (subg. Amygdalus)
- Prunus pedunculata (Pall.) Maxim. (subg. Amygdalus)
- Prunus persica (L.) Batsch (subg. Amygdalus)
- Prunus ×persicoides (Ser.) M. Vilm. & Bois (subg. Amygdalus)
- Prunus petunnikowii (Litv.) Rehder (subg. Amygdalus)
- Prunus scoparia (Spach) C.K.Schneid. (subg. Amygdalus)
- Prunus spinosissima (Bunge) Franch. (subg. Amygdalus)
- Prunus tangutica (Batalin) Koehne (subg. Amygdalus)
- Prunus tenella Batsch (subg. Amygdalus)
- Prunus texana D.Dietr. (subg. Amygdalus)
- Prunus trichamygdalus Hand.-Mazz. (subg. Amygdalus)
- Prunus triloba Lindl. (subg. Amygdalus)
- Prunus turcomanica (Lincz.) Kitam. (subg. Amygdalus)
- Prunus webbii (Spach) Vierh. (subg. Amygdalus)

- Prunus ×arnoldiana Rehder
- Prunus cerasia Blanche
- Prunus occidentalis Sw.
- Prunus salasii Standl.
- Prunus sellowii Koehne
- Prunus stepposa Kotov
- Prunus ferganica Lincz.
- Prunus ×kanzakura Makino